# Unterrothorn
Das Unterrothorn ist ein 3104 m ü. M. hoher Berg im Kanton Wallis, nahe Zermatt. Das Unterrothorn befindet sich rund 5 km östlich des Dorfes und markiert den obersten Punkt des Skigebiets Zermatt-Rothorn, welches von Sunnegga und Blauherd durch eine Metro, eine Gondelbahn und eine Seilbahn oder von der Kumme her mit einer Sesselbahn erreicht werden kann.
Auf dem Gipfel befindet sich ein kleines Restaurant, die Bergstation und eine kleine Wetterstation. Im Sommer wie im Winter zieht das Rothorn Touristen an. Das Rothorn bietet einen schönen Blick auf das Matterhorn und der Berg ist der Anfang vieler Abfahrten nach Zermatt, andererseits starten dort auch hochalpine Touren auf das Rimpfischhorn, das Strahlhorn oder nach Cima di Jazzi. Eine weitere Wanderung führt auf das Oberrothorn (3414 m ü. M.). Im Panorama des Rothorns befinden sich ausser dem Matterhorn der Dent Blanche, das Monte-Rosa-Massiv, das Weisshorn und die Mischabel.

## Bilder

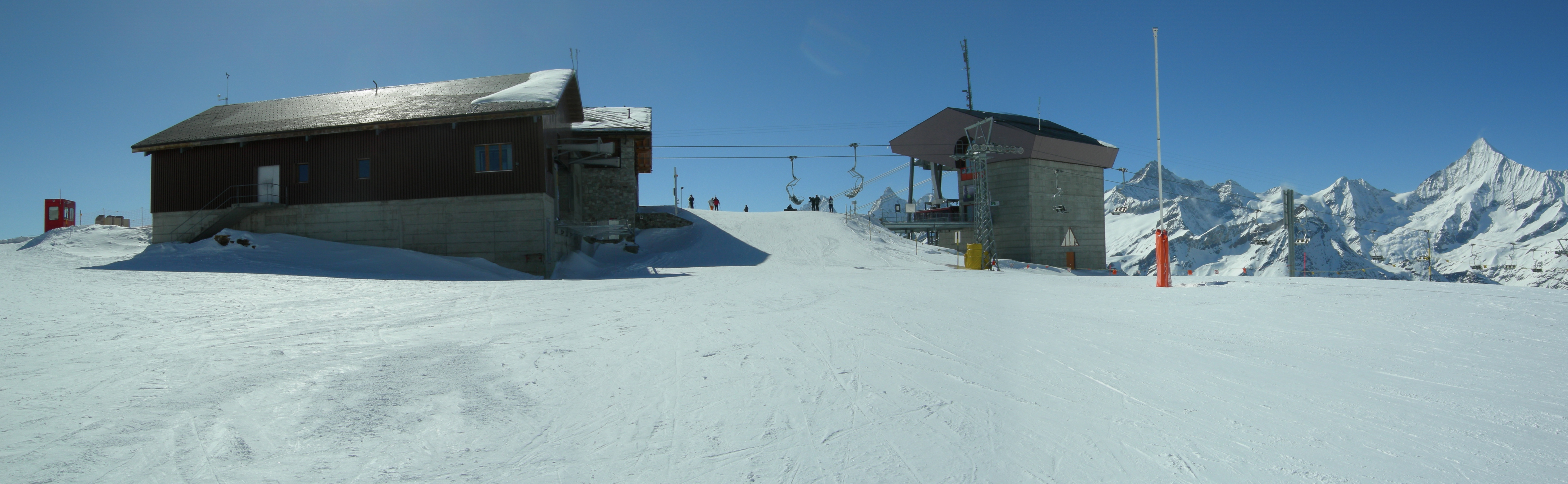
Gipfel mit Zinalrothorn und ganz rechts Weisshorn
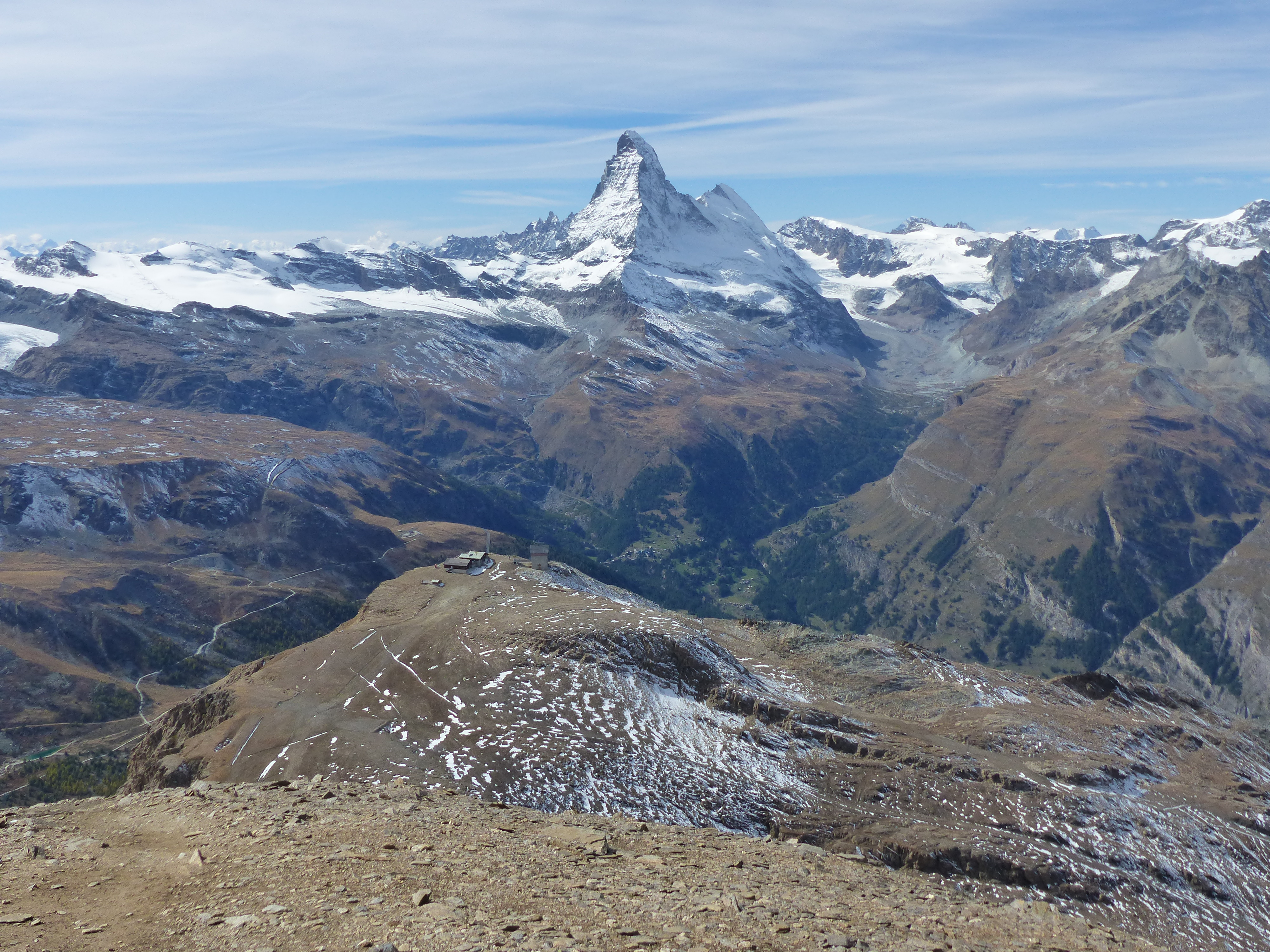
Blick vom Oberrothorn: Unterrothorn vorne sowie Matterhorn und Zmutt-Tal im Hintergrund
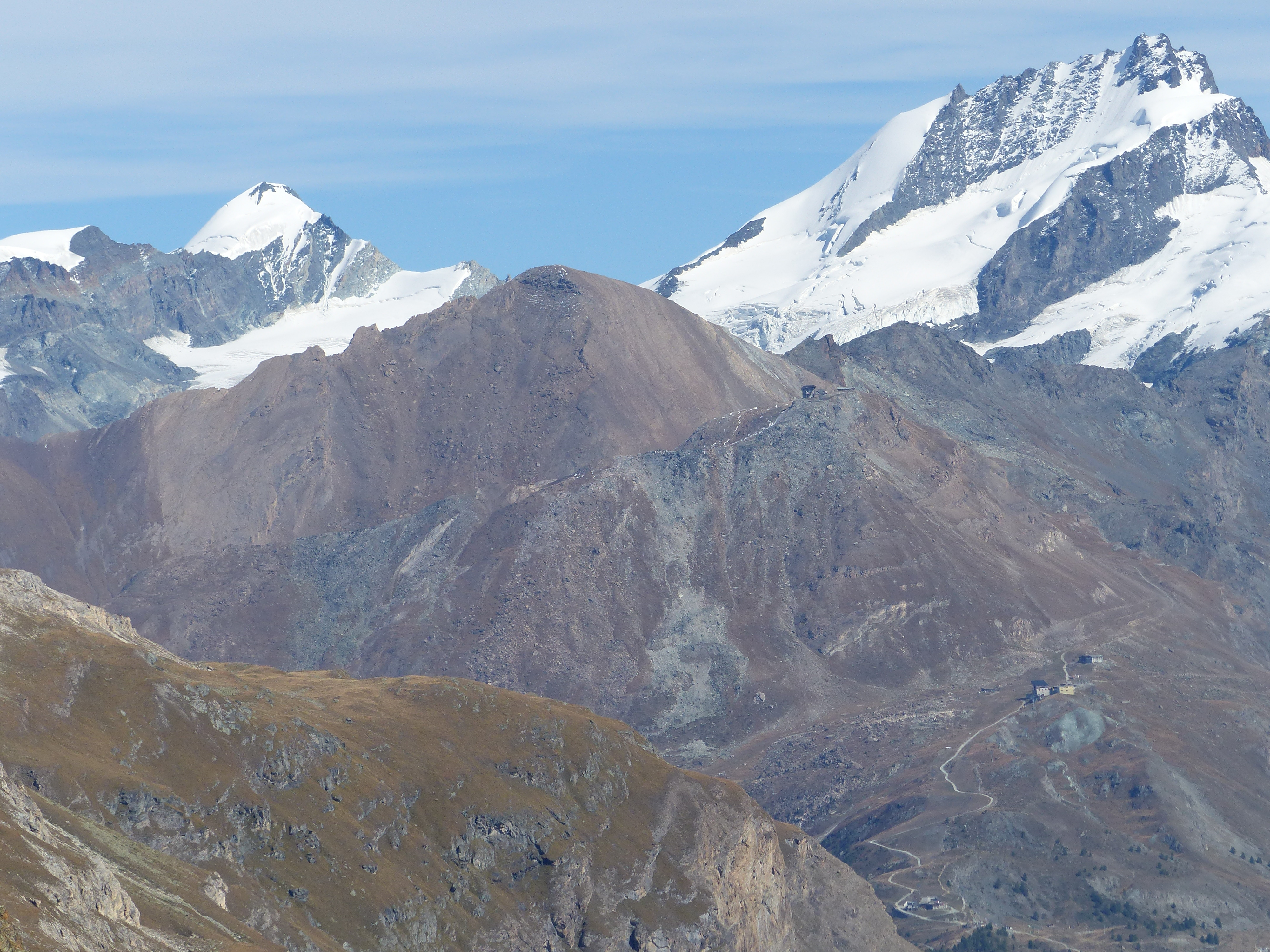
Unterrothorn mit Allalinhorn, Oberrothorn, Rimpfischhorn, Blauherd und Sunnegga